# Knihinin
Knihinin (ukr. Княгинин) – dzielnica miasta Stanisławowa w obwodzie iwanofrankowskim w państwie Ukraina, nad rzeką Bystrzycą, leżąca na północ od starego centrum.
Pierwsza wzmianka o osadzie pochodzi z dnia 27 maja 1437. Kolejną były dokumenty zastawu Piotra Zakowskiego. Rejestr podatkowy z 1515 zawiera zapis, że w Knihininie znajdował się 1 łan ziemi uprawnej (ok. 25 ha). 
Po wybudowaniu dworca kolejowego Stanisławowie w 1860 roku, w pobliżu nowej lokomotywowni powstała kolonia mieszkalna dla jej pracowników. W czasach II Rzeczypospolitej Knihinin był gminą miejską w powiecie stanisławowskim w woj. stanisławowskim. Od 26 czerwca 1914 Knihinin posiadał status gminy miejskiej. Mimo posiadania charakteru prawnego gminy miejskiej, Knihinin (oficjalnie Knihinin Wieś), nie mając praw miejskich, był formalnie wsią. W 1921 roku liczył 16.554 mieszkańców i był ludnościowo czwartym miastem województwa (po Kołomyi, Stanisławowie i Stryju).
1 stycznia 1925 roku gminy Knihinin-Wieś (na północ oraz na zachód od miasta) i Knihinin-Kolonia (na południowy wschód od miasta) zostały włączone do Stanisławowa, co spowodowało, że stał się większy liczebnie od Kołomyi. 

## Zabytki
- kościół św. Józefa w styku neoromańskim. Kościół zbudowano w latach 1911-1922, wg projektu inż. Felicjana Bajana. We wnętrzu ambona neorenesansowa, organy z 1935 roku wykonane w Piotrkowie Trybunalskim, trzy obrazy autorstwa Jana Bukowczyka. Od 1926 r. parafię prowadzili księża saletyni[9]. Kościół po 1945 roku zamieniony na magazyn, w 1989 roku zwrócony katolikom, a w 1990 roku przekazany zielonoświątkowcom. Kościół znajduje się przy ulicy Moczulskiego (dawna Kościelna 8)[10].
- Dom Ludowy wybudowany w latach 20. XX w. w stylu modernistycznym z datków mieszkańców dzielnicy, ul. Halicka 40

## Urodzeni w Knihininie
- Teodor Benirski (1900–1978), major saperów Wojska Polskiego, kawaler Orderu Virtuti Militari
- Mieczysław Naworcki – aktor, malarz i reżyser[11]
- Jerzy Leopold Stiasny – członek ZWZ–AK, więzień obozu koncentracyjnego Gross–Rosen